# Orang pendek

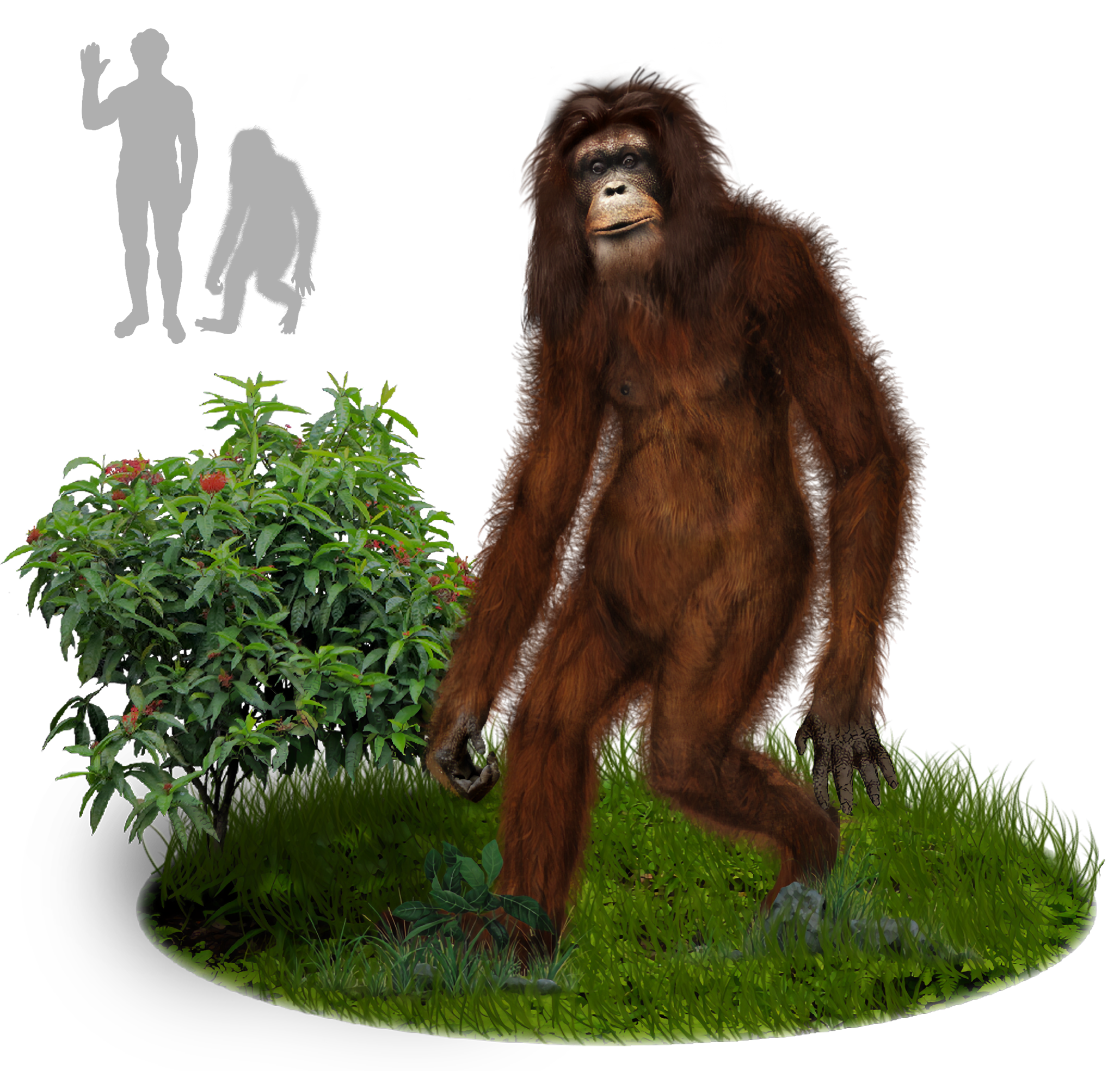
Rappresentazione artistica dell'Orang pendek

L'Orang pendek (in indonesiano significa «uomo basso») è un ipotetico criptide, che vivrebbe nelle remote foreste montane dell'isola di Sumatra. Non esiste alcuna prova scientifica della sua esistenza, per quanto l'animale sia stato avvistato per almeno un centinaio di anni dalle tribù locali dell'isola, da coloni olandesi, da diversi scienziati occidentali e viaggiatori. Tutti coloro che finora hanno testimoniato di aver osservato questo animale, lo hanno descritto come un primate bipede coperto di pelo marroncino-grigio e corto.

## Ambiente
Avvistamenti recenti provengono in gran parte all'interno della reggenza Kerinci, all'interno dell'isola di Sumatra, ma soprattutto entro i confini del Parco nazionale di Kerinci Seblat. Il parco si trova all'interno della catena montuosa del Bukit Barisan, dove sono presenti alcune delle più remote foreste pluviali e montane del mondo. A causa della sua inaccessibilità, il parco è stato in gran parte risparmiato dal disboscamento sull'isola di Sumatra.

## Caratteristiche ipotetiche
L'esistenza dell'Orang pendek deve ancora essere documentata, e il suo comportamento e le sue caratteristiche fisiche sono ancora del tutto sconosciute, benché alcuni testimoni abbiano finora riportato alcune peculiarità in modo più o meno coerente, su come potrebbe presentarsi quest'animale.
A tutt'oggi si suppone che, oltre ad essere un primate bipede, col pelo corto di colore marroncino-grigio e di altezza variabile tra gli 80 ed i 150 cm, più spesso 120 cm, presenti gli alluci separati dalle altre dita, proprio come il pollice delle mani dei primati; inoltre si presume sia erbivoro, con gambe corte e braccia lunghe e potenti, in grado di arrampicarsi sugli alberi e di invertire i piedi per nascondere il senso di marcia.

## Correlazione con l'Uomo di Flores
Il ritrovamento di alcuni crani e ossa di ominidi sconosciuti molto bassi potrebbe far pensare a una correlazione tra l'Homo floresiensis e l'orang pendek, forse appartenenti alla stessa specie o affine, date le descrizioni degli avvistamenti. La vicinanza delle due aree rafforzerebbe la teoria che correla le specie, il che potrebbe renderla un rappresentante del genere Homo, forse un discendente dei primi ominidi arrivati nella regione e poi rimasti isolati.